# Alfred Keil
Alfred Keil (* 20. August 1904 in Berlin; † 18. März 1967) war ein deutscher Politiker (SPD).
Alfred Keil besuchte eine Volksschule und machte eine Lehre als Schriftsetzer. Er trat 1923 dem Verband der Deutschen Buchdrucker und 1927 der SPD bei.
Nach dem Zweiten Weltkrieg wurde Keil bei der ersten Berliner Wahl 1946 in die Bezirksverordnetenversammlung im Bezirk Wedding gewählt. Ab 1947 war er Parteisekretär. Nach 15 Jahren als Bezirksverordneter rückte Keil im Januar 1962 in das Abgeordnetenhaus von Berlin nach, da Hermann Schäfer gestorben war. Im November 1963 rückte er erneut nach, da nun Willy Bartsch Bundestagsabgeordneter wurde. Bei der folgenden Wahl 1967 wurde Keil wieder gewählt, starb aber sechs Tage nach der Wahl.